# Анел (Калвадос)
Анел (фр. Asnelles) насеље је и општина у северној Француској у региону Доња Нормандија, у департману Калвадос која припада префектури Баје.
По подацима из 2011. године у општини је живело 576 становника, а густина насељености је износила 228,57 становника/km². Општина се простире на површини од 2,52 km². Налази се на средњој надморској висини од 6 метара (максималној 21 m, а минималној 1 m).

## Демографија
| 1962. | 1968. | 1975. | 1982. | 1990. | 1999. | 2011. |
| ----- | ----- | ----- | ----- | ----- | ----- | ----- |
| 231   | 267   | 284   | 334   | 478   | 571   | 576   |

График промене броја становника у току последњих година